# I. Nikaré
Nikaré az ókori egyiptomi VIII. dinasztia egyik uralkodója volt, az első átmeneti kor idején. 

## Említései
Neve csak a XIX. dinasztia idején összeállított abüdoszi királylistáról ismert, melynek 48. helyén szerepel. Kim Ryholt, Jürgen von Beckerath és Darrell Baker szerint dinasztiájának kilencedik uralkodója volt. Székhelye Memphisz lehetett.
Nikaré neve talán szerepelt a torinói királylistán; a papiruszról töredezettsége miatt a dinasztia második és tizenegyedik uralkodója közti királyok neve hiányzik, az övé is közte lehetett. Kaplony Péter szerint egy fajansz pecséthengeren talán az ő neve szerepel, így ez lehet egyetlen fennmaradt korabeli említése. Egy ma a British Museumban lévő aranyplaketten az ő és az előtte uralkodó Noferkamin neve szerepel, erről azonban ma már azt tartják, modern kori hamisítvány.

## Fordítás
- Ez a szócikk részben vagy egészben  a   Nikare című angol Wikipédia-szócikk ezen változatának fordításán alapul.  Az eredeti cikk szerkesztőit annak laptörténete sorolja fel. Ez a jelzés csupán a megfogalmazás eredetét és a szerzői jogokat jelzi, nem szolgál a cikkben szereplő információk forrásmegjelöléseként.